# Ai Yazawa
Ai Yazawa (矢沢あい Yazawa Ai?) es una popular dibujante japonesa de manga josei, nacida el 7 de marzo de 1967 en Osaka, Japón. Este seudónimo proviene del cantante japonés Eikichi Yazawa, de quien se confiesa fan.

## Carrera
Yazawa inició su carrera como mangaka en 1985 a los 17 años de edad. Durante 15 años publicó más de 10 series en la revista Ribon. Aunque muchos de sus mangas siguen siendo publicados en Japón por la editorial Shueisha, que edita las revistas Ribon y Cookie (en la que NANA fue serializada), en la actualidad aparecen en otras revistas, como Zipper, editada por Shodensha.
Sus mangas más conocidos son Tenshi Nanka Ja Nai ("No soy un ángel"), Gokinjō Monogatari ("Historias de vecindario"), Paradise Kiss y NANA. Los dos últimos han sido publicados en los Estados Unidos, y parte de su obra ha sido publicada también en Francia, Italia, México, España y Argentina. De Nana existe una película de acción real, protagonizada por Mika Nakashima y Aoi Miyazaki, así como una serie de anime estrenada el 5 de abril de 2006 en la cadena NTV. La primera temporada fue realizada por la productora de animación Madhouse y contó con 47 episodios (los cuales son la adaptación de los primeros 42 capítulos del manga). Nana cuenta también con un libro de ilustraciones, Nana 1st Illustrations.
Las obras de Yazawa son populares principalmente entre mujeres y adolescentes. Las historias se centran en chicas jóvenes, sus relaciones y el mundo que las rodea. Yazawa pone mucha atención a la moda, lo que se refleja a la hora de diseñar sus personajes, algunos de ellos notablemente únicos y rebeldes, que se yuxtaponen a los más tradicionales. Desde 2009 encuentra trabajando en finalizar el manga de NANA, que correspondería a la segunda temporada de un anime que se espera desde hace tiempo, pero Yazawa padeció una enfermedad que no le permitió terminar la historia. Sin embargo, Yazawa no ha retomado la serialización de la historia de Nana Komatsu y Nana Osaki, esto ha sido aclarado en un par de páginas en la revista donde publica.

## Cronología

### 1985–1991: Debut y primeros trabajos
Con la ayuda de un editor, Yazawa debutó como mangaka en su décima entrega a la revista Ribbon en 1985 con la historia corta Ano Natsu.

### 1991–2009: Salto a la fama
Desde 1991 a 1995, Yazawa publicó Tenshi Nanka Ja Nai (No soy un ángel) en Ribon, que fue su primera serie exitosa. A continuación publicó Historias de un Vecindario (Gokinjo Monogatari) , y cuando ésta terminó, Yazawa creó Last Quarter.
Después, a Yazawa se le pidió dibujar dos historias cortas para acmopañar el lanzamiento de la revista Cookie. Esto llevó a la creación de Nana, ya que decidió crear dos historias relacionadas una con otra para que fuesen más fáciles de leer si luego acababan publicándose de manera independiente. En 2003, Yazawa recibió el Premio Shogakukan por Nana. Yazawa ilustró la portada de Rumi Roll, el álbum de 2003 de Rumi Shishido, de quien era amiga desde que Shishido fue elegida como la actriz de voz de Mikako en la adaptación de anime de Historias de un Vecindario (Gokinjo Monogatari).
En junio de 2009, Yazawa fue hospitalizada tras caer enferma, dejando Nana en hiatus indefinido. Fue dada de alta del hospital en abril de 2010. En 2022, Yazawa explicó que aún se estaba recuperando de su enfermedad,y expresó interés en querer continuar Nana en el futuro.

### 2009–presente: Hiatus deNanay trabajo como ilustradora
Yazawa se ha centrado en trabajar como ilustradora desde que dejó a Nana en hiatus. En 2013 publicó un nuevo capítulo de "La habitación de Junko", su primer manga desde hace tres años. En 2015 creó ilustraciones para el calendario de Nana, y en 2016 creó un mini-manga con personajes de Tenshi Nanka ja Nai (No soy un ángel) y Historias de un Vecindario (Gokinjo Monogatari). Creó ilustraciones para el sencillo "Iiwake" de Juju en 2017 y también una ilustración celebratoria para el videojuego Space Channel 5 VR: Kinda Funky News Flash en 2020. 
Desde el 20 de julio al 8 de agosto de 2022, Yazawa celebró una exposición de arte titulada "All Time Best", con ilustraciones y manuscritos originales de sus mangas, tanto Tenshi Nanka Ja Nai como sus otras obras.
El 31 de enero de 2024, Yazawa ilustró una promoción como parte de una colaboración con la marca de ropa Lulu Felice, que creó vestidos de novia basados en Nana y en Historias de un Vecindario (Gokinjo Monogatari).

## Arte y temas
Yazawa cita a mangakas como Fuyumi Ogura y Ryo Ikuemi como fuente de inspiración, así como la música de las cantantes Miyuki Nakajima y Yumi Matsutoya. En 2008, Japanese Visual Culture: Explorations in the World of Manga and Anime la comparó con la mangaka Taku Tsumugi por la profundidad y capas de sus obras. Uno de los columnistas de Animefringe, Steve Diabo, comentó que las obras de Yazawa suelen mostrar su "bizarro" sentido del humor, con Yazawa habitualmente haciendo cameos en sus propias obras.
Si bien cuando Yazawa empezó a dibujar manga usaba plumas y pinceles, tras el final de Historias de un Vecindario (Gokinjo Monogatari) en 1996, empezó a usar bolígrafos, pinturas pastel y rotuladores. Sin embargo, Yazawa también ha dicho que volvió a usar plumas y pinceles para Last Quarter, pues este tipo de herramientas la ayudaban a transmitir mejor el tono de la serie. Para manuscritos a color, Yazawa usó tinta a color hasta trabajar en Marine Blue no Kaze ni Dakarete, y tras No soy un ángel, Yazawa empezó a usar herramientas digitales. Actualmente usa un iPad y un MacBook para ilustrar.
La obra de Yazawa ha sido subrayada por su foco en la moda alternativa japonesa: desde 1998 a 1999, la revista de moda japonesa Kera [ja] público artículos sobre Mikako Komatsu, la protagonista de Historias de un Vecindario (Gokinjo Monogatari), y produjo patrones de costura basados en Happy Berry, una marca de moda ficticia creada por el personaje. Además, Yazawa muestra notablemente artículos de Vivienne Westwood en Nana, y algunas de las prendas de la serie están basadas en ropa de su propia colección personal. En 2024, en una encuesta de 100 personas hecha por TV Maga (una revista digital de TV Log [ja]), Nana fue votada el manga n.º 1 más a la moda, junto con otras obras de Yazawa como Paradise Kiss e Historias de un Vecindario (Gokinjo Monogatari) siguiéndolo en el 2.º puesto.

## Obras

### Manga
- Futari no Seaside Park
- RabuuRetaa
- Sora wo Aogu Hana
- Ano Natsu (1985)
- 15-nenme (1986)
- Kaze ni Nare! (1988)
- Esukepu (1988)
- Ballad Made Soba ni ite (1989) – 2 volúmenes
- Marine Blue No Kaze Ni Dakarete (1990-1991) – 4 volúmenes
- Usubeni no Arashi (1992)
- No soy un ángel (Tenshi Nanka Ja Nai) (1992-1995) – 8 volúmenes (4 en la edición española)
- Gokinjō Monogatari (1995-1998) – 7 volúmenes
- Last Quarter (Kagen no Tsuki) (1998-1999) – 3 volúmenes (recopilados en 1 solo tomo en la edición española)
- Paradise Kiss (2000-2004) – 5 volúmenes
- NANA (2000-2009) – 21 volúmenes (hiatus)

### Otros
- Adidas Manga Fever (2002) – ilustración
- Nana 1st Illustrations (2004) – Artbook / libro de ilustraciones de Nana[23]
- Princess Ai (2004-2006) – diseño de personajes